# Raphiderus scabrosus
Espèce
Synonymes
- Acanthoderus dumerilii G.R. Gray, 1835[2]
- Acanthoderus scabrosus (Percheron, 1829)[2]
- Bacteria scabrosa Percheron, 1829 - protonyme[2]
- Rhaphiderus alliaceus Stal, 1875[2]
- Rhaphiderus dumerilii (Gray, 1835)[2]
- Rhaphiderus scabrosus (Percheron, 1829) (préféré par BioLib)[2]

Raphiderus scobrosus est une espèce de phasmes originaire de La Réunion et de l'île Maurice.

## Description
Le mâle et la femelle adultes sont facilement reconnaissables. Cette dernière est d'une couleur vert-clair sur le dos et vert foncé sur le ventre ; elle ressemble beaucoup à la femelle Heteropteryx dilatata, mais est plus petite (70 à 80 mm). Le mâle lui est beaucoup plus terne avec une couleur brune uniforme et mesure 60 mm.
Les jeunes mesurent 10 à 12 mm à la naissance. Ils sont d'une couleur verte et portent une ligne rouge sur le dos ; celle-ci disparaîtra au cours des mues. Le mâle devient adulte après sept mues et grandit un peu plus vite que la femelle. Celle-ci est adulte après huit mues. L'âge adulte est atteint à quatre mois ; l'espérance de vie est d'environ six mois.

### Caractéristiques communes aux deux sexes
- Les antennes et les yeux sont brun-orangé
- Les fémurs de leurs pattes sont également orange.
- Le prothorax et le mésothorax possèdent des épines.

## Comportement
Cette espèce n'est pas du tout agressive ; elle réagit comme tous les autres phasmes bâtons, en se laissant tomber et simulant la mort en cas d'agression.

## Reproduction
Lorsque la femelle est prête à pondre, son abdomen est très dilaté. Un œuf mesure environ 3 mm et a une forme ovale légèrement aplatie ; l'opercule est bien visible. Les œufs sont déposés au sol ; leur incubation dure environ six mois.

## Régime alimentaire
Raphiderus scobrosus se nourrit exclusivement de végétaux :
- Millepertuis
- Ronce
- Rosier
- Chêne
- Rhododendron
- Eucalyptus